# سامانثا بيج
سامانثا بيج (بالإنجليزية: Samantha Page)‏ هي مقدمة تلفزيونية وصحفية بريطانية، ولدت في 13 أغسطس 1983.